# Etuda
Etuda (po francoskem izrazu étude, vaja, študija - izgovorjava v slovenščini: »etída«) je kratka skladba z didaktičnim poslanstvom izboljšati tehnično izvajalsko spretnost na solističnem instrumentu. Npr. Chopinova klavirska etuda op. 25 št. 6 predstavlja pianistični problem hitrega igranja vzporednih kromatičnih terc, op. 10. št. 9 predstavlja problem razširitve razmaka med prsti leve roke, op. 25 št. 10 daje poudarek igranju v vzporenih oktavah, itd. V posameznih etudah so izpostavljeni tehnični problemi izvajanja lestvic, staccata, skokov, arpeggia, trilčkov ipd. Za razliko od tehničnih vaj, ki predstavljajo posamezen problem v obliki nekaj taktne formule, transponirane na različne tonalne stopnje, je etuda samostojno umetniško delo in kot glasbena oblika mnogokrat prevzema (razširjeno) pesemsko obliko (A-B-A).

## Zgodovina
Veliko preden se je pojavil izraz »etuda«, se je pojavila potreba po zapisanih tehničnih vajah za posamezna glasbila. V času razvoja instrumentalne glasbe štejemo med prve zapisane tehnične vaje tabulaturo Oswalda Holtzacha (1504-1526) »Laufwek mit beidem Händen zu brauchen« iz leta 1515. Do 18. stoletja so imele etudni značaj tudi glasbene oblike, kot so preludiji, toccate ali fantazije. V vsej glasbeni zgodovini so bile etude v večji meri komponirane za instrumente s tipkami, svoj razmah pa so doživele z nastankom današnjega klavirja. Eden prvih, ki je skladbo imenoval etuda, je bil avstrijski skladatelj Carl Czerny (1791-1857), vendar jo je šele romantično obdobje (Chopin) poneslo na ugleden umetniški nivo. 
V glasbeni literaturi obstaja tudi (glede na klavirsko glasbo) manjše število etud za druge instrumente, npr. Kreutzerjeve etude za violino ali Villa-Lobosove etude za kitaro. 
Med najpopularnejše etude v svetovni pianistični zakladnici vsekakor štejemo zbirke etud, ki so jih skomponirali: Chopin, Rahmaninov, Liszt, Skrjabin, Debussy, (Schumann). Statistično so tudi največkrat izvajane. 

## Seznam pomembnejših skladateljev etud

### Za klavir

#### Rojeni pred letom 1700
- Girolamo Diruta (okrog 1554–1610)

#### Rojeni 1700–1799
- Johann Baptist Cramer (1771–1858)
- John Field (1782–1837)
- Carl Czerny (1791–1857)
- Ignaz Moscheles (1794–1870): 12 karakternih etud (op. 95), 3 koncerne etude (op. 51)
- Henri Bertini (1798–1876): 24 etud (op. 29)

#### Rojeni 1800–1850
- Felix Mendelssohn (1809–1847)
- Robert Schumann (1810–1856): Simfonične etude (pravzaprav variacije); etude op.3 in etude op.10 po Paganinijevih capriccih
- Frédéric Chopin (1810–1849): 24 etud v dveh zvezkih, po ducat vsak (op. 10 in 25), in tri op.posth., skupaj 27
- Franz Liszt (1811–1886): 12 Transcendentnih etud z dvema predhodnima verzijama: Etude en douze exercises in Douze Grandes Etudes; 6 etud (tudi s predhodno verzijo) na teme Paganinija (med njimi popularna La Campanella); 6 koncertnih etud. Za razliko od Chopinovih etud, ki poudarjajo posamezne aspekte izvajalske težavnosti, Lisztove etude poudarjajo izvajalsko mojstrstvo kot celoto
- Charles-Valentin Alkan (1813–1888): Trois Etudes de bravoure (op. 16); etude v vseh 12 durovih tonalitetah (op. 35) in v vseh molovih (op. 39); 3 Grande Études (op. 76)
- Adolf von Henselt (1814–1889): 24 etud, op. 2 in 5
- Clara Schumann (1819–1896)
- Bedřich Smetana (1824–1884): Koncertna etuda Am Seegestade - Eine Erinnerung
- Julius Schulhoff (1825–1898)
- Louis Moreau Gottschalk (1829–1869): Etuda Tremolo in Manchega, 2 koncertni etudi.
- Johannes Brahms (1833–1897): 51 vaj za klavir, izdano leta 1893
- Camille Saint-Saëns (1835–1921): 2 zvezka šestih etud (op. 52 in 111) in 6 etud za levo roko (op. 135)
- Agathe Backer Grøndahl (1847–1907): 19 koncertnih etud

#### Rojeni 1850–1899
- Moritz Moszkowski (1854–1925): 3 koncertne etude (op. 24), Ecole des doubles notes (op. 64), 15 Études de Virtuositié (op. 72), 12 etud za levo roko (op. 92), in 20 tehničnih etud (op. 91)
- Anatol Ljadov (1855–1914)
- Sergej Liapunov (1859–1924): Duoze études d'exécution transcendante v Lisztov spomin
- Edward Alexander MacDowell (1860–1908): Koncertna etuda (op. 36) in 12 etud (op. 46)
- Claude Debussy (1862–1918) 12 etud
- Emil von Sauer (1862–1942)
- Felix Blumenfeld (1863–1931): 18 etud
- Gabriel Pierné (1863–1937): Koncertna etuda (op. 13)
- Jean Sibelius (1865–1957)
- Ferruccio Busoni (1866–1924): 6 etud (op. 16); Etude en forme de variations (op. 17); 6 Polyphonic Etudes.
- Charles Tournemire (1870–1939): Études de chaque jour (op. 70)
- Leopold Godowski (1870–1938): 60 etud po Chopinovih etudah, od tega je 53 izdanih; 3 originalne Koncertne etude (op. 11) in Etude Macabre
- Aleksander Skrjabin (1872–1915): 26 etud (op. 2, 8, 42, 49, 56 in 65)
- Sergej Rahmaninov (1873–1943): 2 zvezka etud Etudes-Tableaux (op. 33 in 39)
- Charles Ives (1874–1954)
- Józef Hofmann (1876–1957)
- Ernő Dohnányi (1877–1960): 6 koncertnih etud (op. 28).
- Béla Bartók (1881–1945): 3 etude (op. 18)
- Igor Stravinski (1882–1971): 4 etude (op. 7)
- Karol Szymanowski (1882–1937): 3 etude (op. 4)
- Alfredo Casella (1883–1947)
- Sergej Prokofjev (1891–1953): 4 etude (op. 2)
- Samuel Feinberg (1890–1962): Suita (op. 11) »v obliki etude« .
- Kaikhosru Shapurji Sorabji (1892–1988): 100 Transcendentnih etud (1940–1944)
- George Gershwin (1898–1937): 7 etud: »Virtuoso Etudes on Popular Songs«

#### Rojeni po 1899
- Lennox Berkeley (1903–1989)
- Louise Talma (1906–1996): Six Etudes (1954) za klavir
- Olivier Messiaen (1908–1992)
- John Cage (1912–1992): wrote Etudes Australes
- Witold Lutosławski (1913–1994): 2 etude (1940-1941)
- George Perle (*1915) dva zvezka etud
- György Ligeti (1923-2006): 3 zvezki etud (1985, 1988–1994 in 1995)
- Robert Starer (1924–2001): The Contemporary Virtuoso, 7 etud
- Einojuhani Rautavaara (*1928): 6 etud (op. 42)
- Pierre Max Dubois (1930–1995)
- Philip Glass (*1937): 1. zvezek etud 1994
- Nikolaj Girševič Kapustin (*1937): 8 etud (op. 40) in Five Études in Different Intervals (op. 68)
- Bill Hopkins (1943–1981): 9 etud: Etudes en série (1965–72)
- Michel-Georges Brégent  (*1948): »16 Portraits, Études Romantiques pour piano«
- Ezequiel Viñao (*1960): 1. zvezek etud, 1993
- Daisuke Asakura (*1967): 7 etud

### Za ostale instrumente
- Jean-Louis Duport (1749–1819): za violončelo
- Federigo Fiorillo (1755–1823): za violino
- Rodolphe Kreutzer (1766–1831): za violino
- Justus Johann Friedrich Dotzauer (1783–1860): za violončelo
- Matteo Carcassi (1792–1853): za kitaro
- Theobald Boehm (1794–1881): za flavto
- Friedrich Grützmacher (1832–1903): etude za violončelo op. 38
- Franz Wohlfahrt(1833–1884): 60 etud za violino (op. 45)
- David Popper  (1843–1913) : za violončelo
- Joachim Andersen (1847–1909): za flavto
- Francisco Tárrega (1852–1909): za kitaro
- Julius Klengel (1859–1933): za violončelo
- Heitor Villa-Lobos (1887–1959): za kitaro
- Andrés Segovia (1893–1987): za kitaro
- Lillian Fuchs (1903–1991): za violo
- John Cage (1912–1992): Freeman Etudes - zvezek I in II za violino
- Angelo Gilardino (*1941): 5 zvezkov Studi di virtuosità e di trascendenza za kitaro
- Robert deMaine (*1969): Études-Caprices za violončelo